# The Spectacular Spider-Man (história em quadrinhos)
The Spectacular Spider-Man é uma série de histórias em quadrinhos e revistas estrelada pelo Homem-Aranha e publicada pela Marvel Comics.
Após o sucesso da série original do Homem-Aranha, The Amazing Spider-Man, a Marvel sentiu que o personagem poderia suportar mais de um título. Isso levou a empresa a lançar uma revista de curta duração, a primeira a ostentar o nome Spectacular, em 1968. Em 1972, a Marvel lançou com mais sucesso uma segunda série contínua do Homem-Aranha, Marvel Team-Up, na qual ele foi pareado com outros heróis da Marvel. Uma terceira série mensal contínua, Peter Parker, The Spectacular Spider-Man, estreou em 1976.